# Lista chorążych reprezentacji Argentyny na igrzyskach olimpijskich
Lista chorążych reprezentacji Argentyny na igrzyskach olimpijskich – lista zawodników i zawodniczek reprezentacji Argentyny, którzy podczas ceremonii otwarcia nowożytnych igrzysk olimpijskich nieśli flagę Argentyny.

## Chronologiczna lista chorążych
| Lp. | Rok i miejsce        | Chorąży                    | Dyscyplina            |
| --- | -------------------- | -------------------------- | --------------------- |
| 1   | 1900, Paryż          | b.d.                       |                       |
| 2   | 1908, Londyn         | b.d.                       |                       |
| 3   | 1920, Antwerpia      | b.d.                       |                       |
| 4   | 1924, Paryż          | Enrique Thompson           | Lekkoatletyka         |
| 5   | 1928, Sankt Moritz   | b.d.                       |                       |
| 6   | 1928, Amsterdam      | Héctor Méndez              | Boks                  |
| 7   | 1932, Los Angeles    | Alberto Zorrilla           | pływanie              |
| 8   | 1936, Berlin         | Juan Carlos Zabala         | Lekkoatletyka         |
| 9   | 1948, Sankt Moritz   | b.d.                       |                       |
| 10  | 1948, Londyn         | Alfredo Yantorno           | pływanie              |
| 11  | 1952, Oslo           | b.d.                       |                       |
| 12  | 1952, Helsinki       | Delfo Cabrera              | Lekkoatletyka         |
| 13  | 1956, Melbourne      | Isabel Avellán             | Lekkoatletyka         |
| 14  | 1960, Squaw Valley   | María Cristina Schweizer   | Narciarstwo alpejskie |
| 15  | 1960, Rzym           | Cristina Hardekopf         |                       |
| 16  | 1964, Innsbruck      | b.d.                       |                       |
| 17  | 1964, Tokio          | Jeannette Campbell         | pływanie              |
| 18  | 1968, Grenoble       | b.d.                       |                       |
| 19  | 1968, Meksyk         | Carlos Alberto Moratorio   | Jeździectwo           |
| 20  | 1972, Sapporo        | b.d.                       |                       |
| 21  | 1972, Monachium      | Carlos D'Elia              | Jeździectwo           |
| 22  | 1976, Innsbruck      | b.d.                       |                       |
| 23  | 1976, Montreal       | Hugo Aberastegui           | Wioślarstwo           |
| 24  | 1980, Lake Placid    | Abel Carlos Balda          |                       |
| 25  | 1984, Sarajewo       | b.d.                       |                       |
| 26  | 1984, Los Angeles    | Ricardo Ibarra             | Wioślarstwo           |
| 27  | 1988, Calgary        | Julio Moreschi             | Biegi narciarskie     |
| 28  | 1988, Seul           | Gabriela Sabatini          | Tenis                 |
| 29  | 1992, Albertville    | Carolina Eiras             | Narciarstwo alpejskie |
| 30  | 1992, Barcelona      | Marcelo Garraffo           | Hokej na trawie       |
| 31  | 1994, Lillehammer    | María Giro                 | Biathlon              |
| 32  | 1996, Atlanta        | Carolina Mariani           | Judo                  |
| 33  | 1998, Nagano         | Carola Calello             | Narciarstwo alpejskie |
| 34  | 2000, Sydney         | Carlos Espínola            | Żeglarstwo            |
| 35  | 2002, Salt Lake City | Cristian Simari Birkner    | Narciarstwo alpejskie |
| 36  | 2004, Ateny          | Carlos Espínola            | Żeglarstwo            |
| 37  | 2006, Turyn          | María Belén Simari Birkner | Narciarstwo alpejskie |
| 38  | 2008, Pekin          | Manu Ginóbili              | Koszykówka            |
| 39  | 2010, Vancouver      | Cristian Simari Birkner    | Narciarstwo alpejskie |
| 40  | 2012, Londyn         | Lucha Aymar                | Hokej na trawie       |
| 41  | 2014, Soczi          | Cristian Simari Birkner    | Narciarstwo alpejskie |
| 42  | 2016, Rio de Janeiro | Luis Scola                 | Koszykówka            |
| 43  | 2018, Pjongczang     | Sebastiano Gastaldi        | Narciarstwo alpejskie |